# 東京メディアシティ

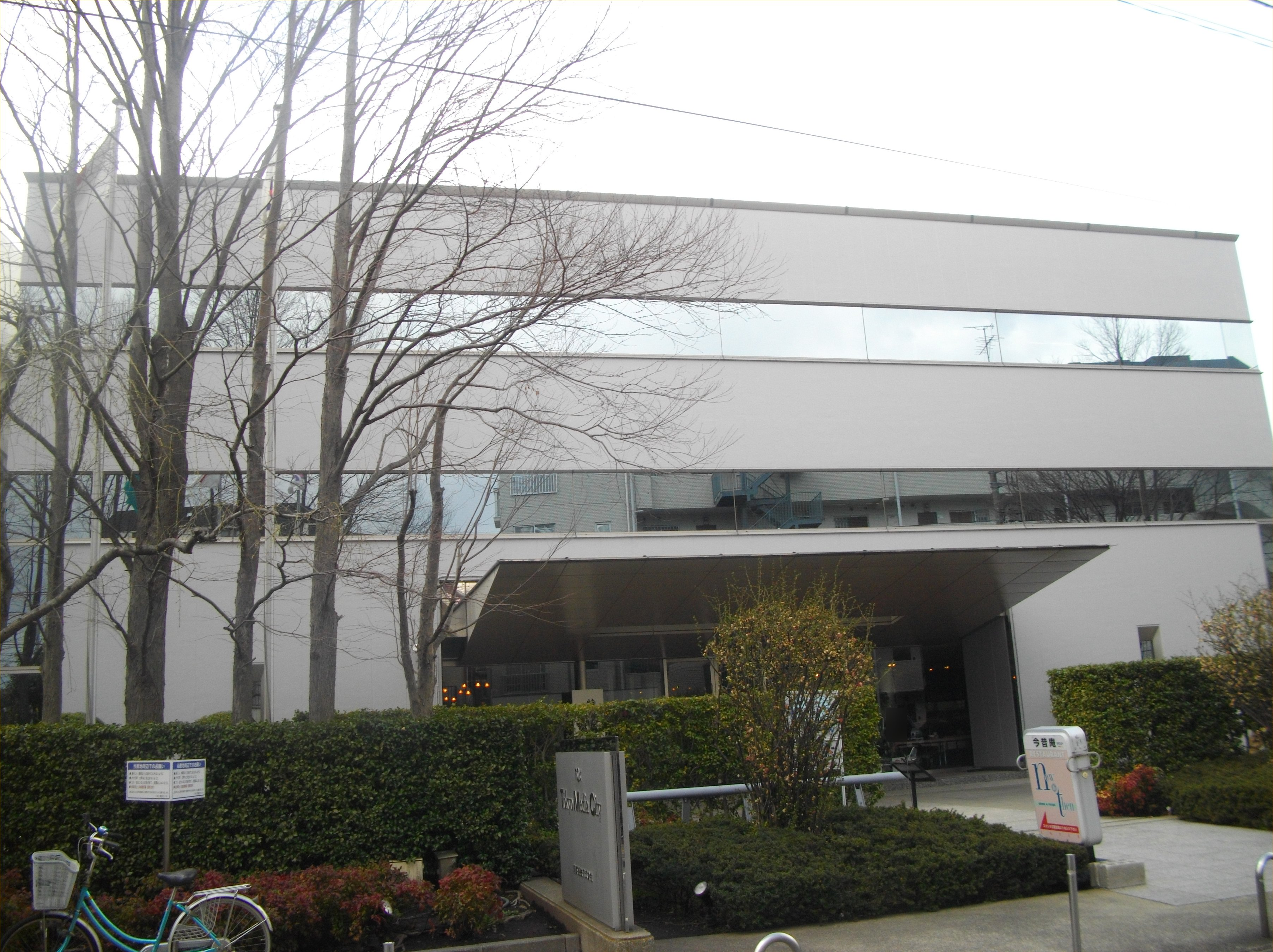
世田谷区・砧にある東京メディアシティ

東京メディアシティ（とうきょうメディアシティ、Tokyo Media City）は、東京都世田谷区砧にあるテレビスタジオ。略称TMC（ティー・エム・シー）。映像製作会社の国際放映が建物を所有・管理しており、同社の本社所在地でもある。

## 概要
内部には、日本放送協会（NHK）管理のスタジオ2つ、関西テレビのスタジオが2、国際放映直接管理のスタジオが3（国際放映直営2、テクノマックス〈テレビ東京のグループ会社〉運営1）の、計7つのスタジオがある。
うち、関西テレビのスタジオは、同社の系列会社「レモンスタジオ」が運営しており、スタジオもそう呼ばれている。
関西テレビのスタジオはあくまでも同社（の系列会社）が管理するスタジオ（国際放映はTMCの建物管理のみ）の扱いであるため、スタッフロールでは「レモンスタジオ」・「関西テレビレモンスタジオ」と表記され、国際放映直接管理のスタジオも「TMC-A1」、「国際放映」などのような表記となり、正式名称の「東京メディアシティ」という表記がされることはほとんど無い。
逆にスタジオを収録で利用する出演者や一部のスタッフにとってはスタジオごとの管理運営者が異なることはあまり関係ないため、「TMC」「砧」「砧スタジオ」等と呼ばれており、放送上で本施設を言及する場合この名称で呼称される場合が多い。
国際放映は阪急阪神東宝グループに属するテレビ番組制作会社。元々は大手映画会社・新東宝で、同社倒産後の1961年（昭和36年）に東宝・TBS（現・TBSホールディングス）・フジテレビの出資による新会社「ニッポン・アートフィルム・カンパニー」として改組。3年後の1964年（昭和39年）、社名を国際放映に改めた。以降、映画撮影所の大部分を日本大学に譲渡し（現・商学部敷地）、残地に残った映画撮影用スタジオをテレビ用に転用して番組制作を行ってきた。その後、テレビドラマ制作の主流がフィルムからVTRへと変化したため、建物の老朽化と相まってスタジオを改築。国際放映と同じ阪急東宝グループ（厳密にはその中の阪急電鉄グループ）の関西テレビ放送も参加し、1992年（平成4年）、東京メディアシティが誕生した。完成当初は主としてTBS→TBSテレビ、フジテレビ、関西テレビの全国放送番組がここで収録及び生放送され、関西テレビ以外の在阪他局（特に毎日放送、ABCテレビ）や在名他局（主に東海テレビ放送）も東京での番組収録にはここを使うことが多く、CMなどレンタルによる収録も多い。
日本テレビの番組は基本的に汐留本社、麹町分室→番町スタジオ、生田スタジオの3箇所で制作されるが、スタジオの運用スケジュールによってはTMCで収録される事もある。
フジテレビは2007年9月14日に本格運用を開始した新自社スタジオであるフジテレビ湾岸スタジオに全面的に機能移転したため、9月末をもってTMCを退去した。このためA1・A2スタジオは管理主体が国際放映に移り、管理者直営となった。ただし、外部の制作会社が制作する一部の番組はTMCで収録されている。
A1スタジオは、テクノマックスが運営していた東京タワースタジオが2012年9月末をもってテレビスタジオとしては閉鎖されたことにより、同年10月から国際放映からテクノマックスに運営が移管され（管理は国際放映のまま）、東京タワースタジオに代わるスタジオとして運営を担当している。
K1・K2スタジオは、TBSの関係会社である緑山スタジオ・シティが管理する形態で長らくレンタルスタジオとして運営を続けてきたが、NHKが放送センター建て替え計画に関連した代替スタジオ確保目的によってNHKがK1・K2スタジオを使用する事になった。それに伴い、2022年12月末をもってレンタルスタジオとしての運用を終了した。なお、TBSは本社敷地内の赤坂サカスにあるライブハウス赤坂BLITZがライブハウスとしての運用を終了し、テレビスタジオへ改装し2022年10月から『TBS AKASAKA BLITZ STUDIO』として運用を開始し、TMCで制作していたTBSの番組は同所へ移行している。
テレビ番組およびCMの撮影が主体であるが、映画撮影のスタジオとして使用される事もある。
アクセスが便利な立地にあるためタレントからの人気が高いことでも知られている。祖師ヶ谷大蔵駅から徒歩で行けるほか、世田谷区内に自宅を持つタレントにとっては、他のスタジオよりもこちらの方が近い。

### 所在地
- 東京都世田谷区砧5丁目7-1

#### アクセス
- 小田急線祖師ヶ谷大蔵駅から徒歩約12分。
- 各社バスで日大商学部前バス停下車徒歩約3分（以下のバスを利用）。
  - 小田急線成城学園前駅南口から東急バス 渋24系統渋谷駅行、東急バス 等12系統等々力操車所行、東急バス 用06系統用賀駅行
  - 渋谷駅西口から東急バス 渋24系統成城学園前駅西口行、小田急バス 渋26系統調布駅南口行
  - 田園都市線用賀駅から東急バス 等12・用06系統成城学園前駅行
  - 大井町線等々力駅より東急バス 等12系統成城学園前駅行
  - 京王線調布駅南口・小田急線狛江駅北口から小田急バス 渋26系統渋谷駅行

## スタジオ

### NHK砧スタジオ
2022年末まで緑山スタジオ・シティが管理するレンタルスタジオとして、主にTBS制作の番組を中心に稼働していたが、NHKが放送センター建て替え計画に関連した代替スタジオ確保目的で、2019年よりK2スタジオの使用を開始。2023年よりK1スタジオの使用開始と同時にレンタルスタジオの運用を終了。以後は全てNHKの番組収録専用となっている。

#### K1スタジオ
- HD／SD（200坪）

##### 緑山スタジオ・シティが運営していた期間に収録されていた番組
バラエティ
- ダウトをさがせ!（MBS制作・TBS系列）
- 生生生生ダウンタウン（TBS系）
- ASAYAN（テレビ東京系）
- 超!よしもと新喜劇 → 超コメディ60!（MBS制作・TBS系列）
- Goro's Bar（TBS）
- リンカーン（TBS系）※土曜日収録
- 大改造!!劇的ビフォーアフター（ABC制作・テレビ朝日系）
- 最終警告!たけしの本当は怖い家庭の医学（ABC制作・テレビ朝日系）・隔週木曜日収録
- たけしの健康エンターテインメント!みんなの家庭の医学（ABC制作・テレビ朝日系）［隔週木曜日収録］
- 名医とつながる!たけしの家庭の医学（ABCテレビ制作・テレビ朝日系）
- 熱血!平成教育学院（フジテレビ系）［隔週金曜日収録］
- Take Me Out（TBS系）
- ディスカバ!99（TBS系）
- ぶっちゃけ!99（TBS系）
- バナナサンド（TBS）
- プレバト!!（MBS/TBS系）
- ポツンと一軒家（ABCテレビ制作・テレビ朝日系）

音楽番組
- LIVE ON! うた好き☆ショータイム（BS-TBS/TBS系衛星放送）

ドラマ
- やまとなでしこ（フジテレビ系）

その他多数

#### K2スタジオ
- HD／SD（200坪）

##### 緑山スタジオ・シティが運営していた期間に収録されていた番組
- たけしの誰でもピカソ（テレビ東京系）
- ここがヘンだよ日本人（TBS系）
- 地球!ジオグラTV（TBS系）
- おひとりさま（TBS系金曜ドラマ）
- ブラッディ･マンデイ（TBS系土曜ドラマ）
- 世界笑える!ジャーナル（TBS系）※隔週木曜日収録

その他多数

### 国際放映直営
フジテレビのTMC退去に伴い、2007年10月1日からA2スタジオが国際放映直営となった。

#### TMC-1スタジオ
- HD／SD（200坪）

##### 現在スタジオを使用する番組
- 東海テレビ制作昼ドラマ→オトナの土ドラ→土ドラ（東海テレビ制作）
  - 直近では、『癒し屋キリコの約束』（共同テレビジョン制作）

実際に制作を手がけるプロダクションがスタジオの確保を含めて担当するため、全ての作品がTMC-1スタジオで制作されるわけではない。

##### スタジオが使用された番組
- 愛の劇場（TBS）
  - 天までとどけ - パート6までは緑山スタジオを使用
- 追いかけたいの!（フジテレビ系）
- 東海テレビ制作昼ドラマ
  - 指輪
  - 真夏の薔薇
  - はるちゃん
  - 男の選びかた
  - その時がきた
  - はるちゃん（第2シリーズ）
  - 緋の稜線
  - いのちの器
  - 幸せづくり
  - はるちゃん（第3シリーズ）
  - 愛の流星
  - 風の行方
  - はるちゃん（第4シリーズ）
  - 女同士
  - 幸福の明日
  - 女優・杏子
  - はるちゃん（第5シリーズ）
  - レッド
  - 母の告白
  - 真珠夫人
  - 新・愛の嵐
  - はるちゃん（第6シリーズ）
  - 幸せ咲いた～結婚相談所物語～
  - 愛しき者へ
  - 牡丹と薔薇
  - 永遠の君へ
  - 女医・優〜青空クリニック〜
  - 冬の輪舞
  - 危険な関係
  - 契約結婚
  - 緋の十字架
  - 新・風のロンド
  - 偽りの花園
  - 美しい罠
  - 紅の紋章
  - 母親失格
  - 麗わしき鬼
  - 愛の迷宮
  - 非婚同盟
  - エゴイスト 〜egoist〜
  - インディゴの夜
  - 娼婦と淑女
  - 明日の光をつかめ
  - 天使の代理人
  - 花嫁のれん
  - さくら心中
  - 霧に棲む悪魔
  - 明日の光をつかめ2
  - 毒姫とわたし
  - 花嫁のれん (第二シリーズ)
  - 鈴子の恋 ミヤコ蝶々女の一代記
  - 七人の敵がいる!〜ママたちのPTA奮闘記〜
  - ぼくの夏休み
  - 赤い糸の女
  - 幸せの時間
  - モメる門には福きたる
  - 白衣のなみだ
  - 明日の光をつかめ -2013 夏-
  - 潔子爛漫〜きよこらんまん〜
  - 天国の恋
  - 花嫁のれん (第三シリーズ)
  - 聖母・聖美物語
  - 碧の海〜LONG SUMMER〜
  - ほっとけない魔女たち
  - シンデレラデート
  - 花嫁のれん (第四シリーズ)
  - プラチナエイジ
  - 明日もきっと、おいしいご飯〜銀のスプーン〜
- ドラマ30（TBS系）
  - しおり伝説～スター誕生～（中部日本放送）
- 外科医柊又三郎（テレビ朝日系）
- 君の手がささやいている（テレビ朝日系）
- 食卓から愛をこめて
- 貯まる女
- 特命係長 只野仁（テレビ朝日系）
- 桜咲くまで
- それからの日々

##### スタジオが使用された映画
- 日本の悲劇（小林政広監督、2012年）

#### TMC-A2スタジオ
- 4K対応（200坪）

##### これまでスタジオを使用した番組
- 検事・鬼島平八郎（ABC・テレビ朝日共同制作）
- グッときた名場面BEST55（日本テレビ系）
- フジテレビ開局50周年企画3夜連続ドラマ わが家の歴史（フジテレビ系）

##### フジテレビ砧スタジオ時代に使用した番組
- ドリフ大爆笑
- 志村けんのバカ殿様
- ダウンタウンのごっつええ感じ
- SMAP×SMAP（関西テレビ共同制作） ［※水曜日・木曜日収録］
- めちゃ2イケてるッ!
- はねるのトびら
- フジテレビ系列火曜9時枠の連続ドラマ（共同テレビ共同制作の作品）

### テクノマックス運営

#### TMC-A1スタジオ
HD／SD（200坪）
2007年10月1日から2012年9月30日までは国際放映直営だったが、2012年10月1日よりテクノマックスに運営が移管された（これまでの拠点スタジオのひとつだった東京タワースタジオが閉鎖されたため）。

##### 現在スタジオを使用する番組
- 乃木坂工事中（テレビ愛知制作・テレビ東京系）
- そこ曲がったら、櫻坂?（テレビ東京）
- 日向坂で会いましょう（テレビ東京)
- 秘密のケンミンSHOW（読売テレビ制作・日本テレビ系）
- プレバト!!（MBS/TBS系）
- フットンダ王決定戦（中京テレビ制作・日本テレビ系）

##### 以前スタジオが使用された番組
- 芸能人格付けチェック（朝日放送テレビ制作・テレビ朝日系）[7]
- ジェネレーション天国（フジテレビ系）
- 欅って、書けない?（テレビ東京）
- ダウンタウンDX（読売テレビ制作・日本テレビ系） ［隔週木曜日収録］

##### フジテレビ砧スタジオ時代に使用した番組
- SMAP×SMAP（関西テレビ共同制作）［※水曜日・木曜日収録］
- とんねるずのみなさんのおかげです
- ダウンタウンのごっつええ感じ
- HEY!HEY!HEY! MUSIC CHAMP［※隔週日曜日収録］
- 志村けんのバカ殿様
- 新堂本兄弟［※月末火曜日収録］
- はねるのトびら［※土曜日収録］
- ブログタイプ
- 世の中どこ見てんのよ!?ジャリバラ!

##### 国際放映直営時代に使用した番組
- ナツコイ（MBS制作・TBS系「ドラマ30」、2008年7月 - 8月放送）
- シュラバッ!（CBC制作・TBS系、2008年10月14日放送、文化庁芸術祭参加作品）
- Cafe吉祥寺で（テレビ東京系「Lドラ」、2008年10月-12月放送）
- RESCUE〜特別高度救助隊（TBS系土曜8時枠、2009年1月-3月放送）
- ママはニューハーフ（テレビ東京系「Lドラ」、2009年4月-6月放送）
- 最後の約束（フジテレビ系「土曜プレミアム」特別企画）

その他多数。また、ABC制作の期首特番にもよく使用される。

## 今昔庵
東京メディアシティ内の1階にかつて存在した飲食店。1992年開店。数多くの芸能人行きつけの店となっていた。
一般人でも入店は可能だったが、収録の都合で入店不可の場合もあった。一般客には注意事項が伝えられ、芸能人とは席を離すなど、スタジオ利用者本位の運営がされていた。
運営企業は2度変わったが、店名はそのまま引き継いでいた。3代目の運営企業と所有者の国際放映の間で契約上のトラブルがあったため、2019年2月8日をもって立ち退きが決定し、前日いっぱいで閉店した。跡地は打ち合わせ用のフリースペースを経て、2021年1月よりカフェコンビニ「cisca」になっている。
今昔庵の閉店を受け、3代目オーナーの井上は2020年春をめどに横浜・みなとみらいで店舗再建することを計画していたが、いまだ実現していない。

### 福田起弘
今昔庵のマスター（店長）、通称は「福ちゃん」。開店1年後に着任し閉店まで勤め、名物マスターとしてテレビ業界関係者には知られた存在であった。
レイザーラモンRGや河本準一、木梨憲武にモノマネされたほか、SMAP×SMAPのコントでは草彅剛が「今昔（いまむかし）くん」として福田に扮した。
芸能界の裏事情にも詳しい事情通として『千原ジュニアの芸能人しか見ちゃいけないTV』（BSスカパー!）にVTR出演したほか、閉店後には『田村淳の地上波ではダメ!絶対!』（同）や『ENGEIグランドスラムLIVE』（フジテレビ）に出演した。
TMCは貸しスタジオゆえ警備が手薄な面があったとされ、福田がスタジオ利用者と一般人を見分け、不審者は追い返すなど門番的な役割を買って出ていた。

### スタジオ提携先
- 緑山スタジオ・シティ
- レモンスタジオ

### 技術
- NHKメディアテクノロジー
- 日テレ・テクニカル・リソーシズ
- ヌーベルバーグ
- TBSアクトプロダクション本部（旧：東通、エヌ・エス・ティー、TBSテックス、TAMCO）
- フジ・メディア・テクノロジー（旧：八峯テレビ）
- 共同テレビジョン
- ニユーテレス
- バスク
- テイクシステムズ
- テクノマックス
- ビデオスタッフ
- ビデオフォーカス
- 池田屋
- ブル
- フォーチュン
- スウィッシュ・ジャパン
- バル・エンタープライズ
- 千代田ビデオ
- ファーストショット

### 照明
- 日本テレビアート
- フジ・メディア・テクノロジー（旧：フジライティング・アンド・テクノロジイ(FLT)）
- テレビ東京アート
- 共立
- ザ・ホライズン（旧：東新）
- サンライズアート（2017年12月破産）
- Kカンパニー

### 美術
- ケイエッチケイアート
- NHKアート
- 日本テレビアート
- テレビ朝日クリエイト
- TBSアクトプロダクション本部（旧：アックス）
- テレビ東京アート
- フジアール
- ジーケン・アート
- 俳優座
- 東宝舞台
- 金井大道具
- チトセアート
- ネクステージ
- 高津装飾美術
  - タカツメディアサービス
- テレフィット
- 京阪商会
- ヤマモリ
- ナカムラ綜美
- ダダ
- 山崎美術
- アイ・アール（2016年9月破産）
- KFライズ